# Ethel Davis

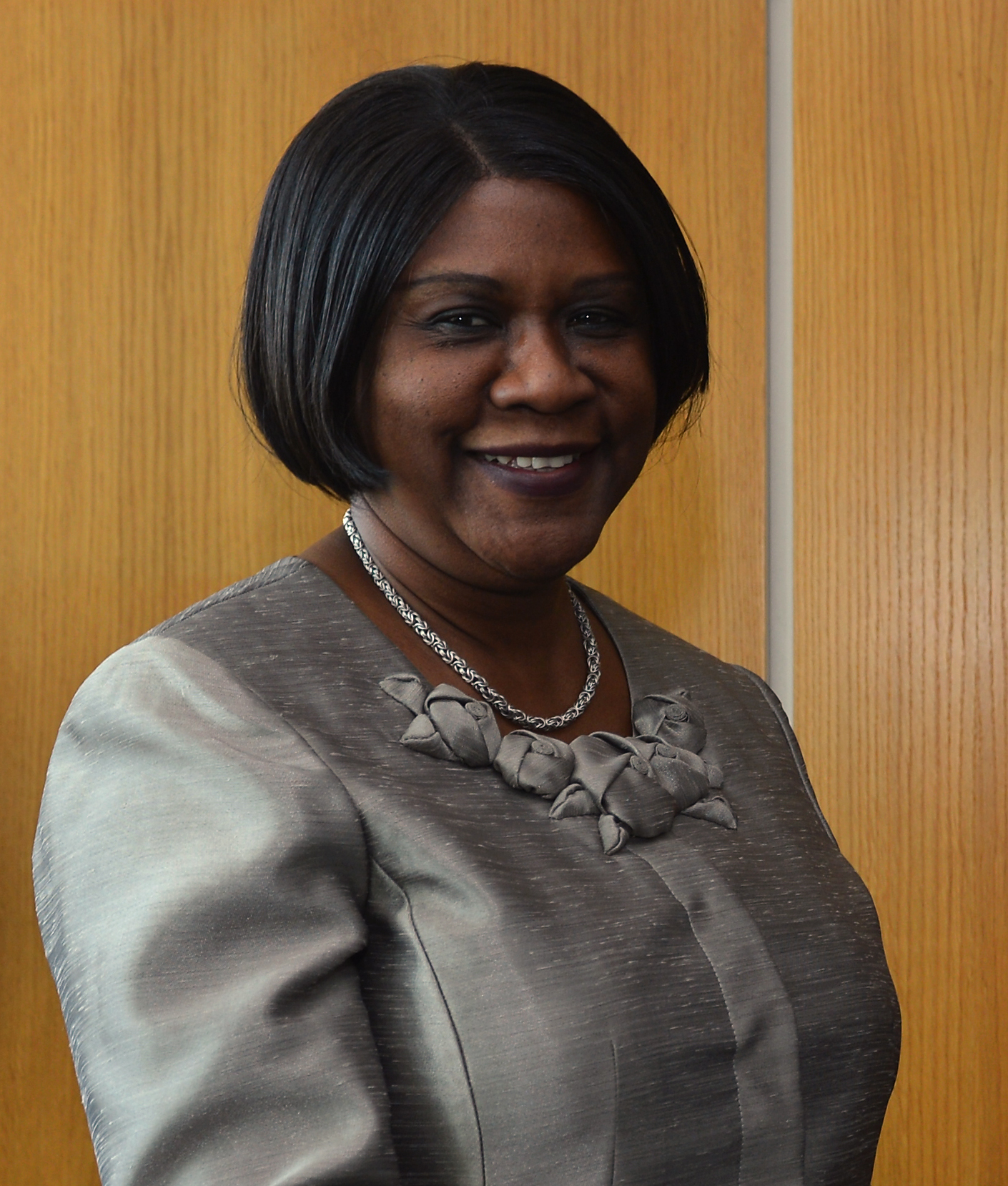
Ethel Davis in 2012

Ethel Davis ist eine liberianische Diplomatin.

## Leben
Sie erwarb einen Bachelor-Abschluss in Betriebswirtschaft an der Universität von Liberia. Später erreichte sie einen Master-Abschluss an der George Washington University.
Von 1981 bis 1989 war sie stellvertretende Managerin für Verwaltung und dann Managerin, von 1989 bis 1995 Generalmangerin der Agricultural & Cooperative Development Bank in Liberia. Außerdem war sie von 1992 bis 1995 stellvertretende Exekutivdirektorin der Afrikanischen Entwicklungsbank in der Elfenbeinküste. In dieser Bank arbeitete sie dann von 1995 bis 1998 als Beraterin des Exekutivdirektors und von 1998 bis 2001 als stellvertretende Exekutivdirektorin und Beraterin des Exekutivdirektors. Von 2001 bis 2006 war sie Personalmanagerin der Zentralbank von Liberia, deren stellvertretende Gouverneurin sie von 2006 bis 2009 war. Davis arbeitete von 2009 bis 2010 als Beraterin im liberianischen Außenministerium.
Sie wurde 2010 Botschafterin Liberias in Deutschland. Nebenakkreditierungen bestanden in Dänemark, Finnland, Norwegen, Österreich, und Schweden. 2012 wurde sie auch ständige Vertreterin Liberias bei den Vereinten Nationen in Wien.
Während der Ebolafieber-Epidemie 2014 bis 2016 trat sie als Botschafterin in Deutschland mit Hilfeappellen für das schwer betroffene Liberia an die Öffentlichkeit.
Im Jahr 2018 wurde sie zur liberianischen Botschafterin in Südafrika ernannt.